# Скула

A — округлі (S-подібні) днищеві скули, B — гострі днищеві скули, C — пом'якшені днищеві скули

Скула́ (рос. скула — «вилиця») — місце найбільшого вигину борту судна, де він переходить у носову, кормову або днищеву частину. У човна гідролітака, поплавка або глісера скула — лінія (гостра грань), утворена перетином борту і днища.
Для суден всіх типів лінія скули повинна підніматися вгору і виходити з води у носовій частині. У морехідних суден точка примикання скули до форштевня лежить вище (у верхній половині надводного борту у форштевня), ніж у суден, розрахованих на плавання на спокійній воді.

## Класифікація
Залежно від розташування розрізняють носові, кормові й днищеві скули.
Залежно від форми виділяють гострі й округлі скули.